# 総合型地域スポーツクラブなきじん
沖縄県国頭郡（くにがみぐん）今帰仁村（なきじんそん）総合型地域スポーツクラブなきじん（そうごうがたちいきスポーツクラブなきじん）は、2000年に今帰仁村立診療所の石川清和所長が今帰仁村運動公園を活用して子どもたちの発達に応じたプログラムを学校区を超えた域で行うクラブであるSCなきじん（矢貫明子代表）のスタートが今日までの根幹となっている。
総合型地域クラブとして認証されたのは2006年4月でに沖縄県に設立された2番目の総合型地域スポーツクラブであり、沖縄県内で初めて特定非営利活動法人格を取得した。
創設から運営の主体はあくまでも住民であることが特徴で、自治体からの補助や助成金ではなく、運動公園の施設管理はもとより、保健や介護予防、教育事業事業を受託するなど、自主事業を主としている。また今帰仁村行政のクラブに理解が高く、村広報の活用やクラブの事務所を沖縄県今帰仁村運動公園村民プールに設置から始まり現在ではクラブハウスを有する。
また、持続的なクラブマネジメントの活動の結果としてクラブ出身の若者が常勤クラブマネージャーから沖縄県クラブ育成カドバイザーとして活躍するなど、次世代が活動しやすいような取り組みを積極的に行っている。。
2019年から活動拠点施設の指定管理者として管理代行をはじめ2024年度には２期目の指定管理者としてスタートしている。
令和６年度には沖縄県のクラブ全体の認知向上のために登録認証制度への申請を済ませ、県内のネットワークに改めて参加した。
設立の初年度目標は会員数100名（内、子どもの会員率80％）だが、2006年7月で会員数140名となった。その後当初の目標会員数は人口の5％の会員としてが、参加者を会員として積算するのではなく正会員こそ会員という考えとし会員の考えを改めた。

## 設立経緯

### 平成11年（1999年）
- 今帰仁村立診療所の医師である石川清和所長が子供たちのスポーツ体験や発達に応じたプログラムを提供できないかという考えのもと、SCなきじん（矢貫明子代表）地域総合型クラブの前身である運動公園を活用した学校区を越えたスポーツ活動を非営利でスタートさせる。スタート時は天底小学校の児童が中心で30名ほどが参加（週2回のプログラム）

### 平成13年（2001年）
- 今帰仁村運動公園にてクラブの開催する教室等にて施設使用料金を納める団体組織となる。

（利用料金を免除申請を行うのは障害者指導を行う際の指導員や補助員のみで施設料金は支払い、行政に運営負担をかけない受益者負担という姿勢）

### 平成14年（2002年）
- 今帰仁村教育委員会の子どもの居場所づくり実行委員会に参画し、運動体験などの教室を提供する。

### 平成16年（2004年）
- 日本体育協会の総合型地域スポーツクラブ創設支援事業の助成を請ける。
  - 上記助成により会計処理を日体育協会の支援で電算化。
- 総合型地域スポーツクラブ設立準備委員会発足（設立準備委員会委員長は矢貫明子）委員には行政担当者も参画した
- 港・海辺活動振興助成（財）WEVE主催）をNPO法人今帰仁ふるさとネットワーク（代表石川清和）と共に地域の海浜活用を検証（1年目）。

### 平成17年（2005年）
- 日本体育協会の総合型地域スポーツクラブ創設支援事業（2年目最終年度）の助成を請ける。
- 港・海辺活動振興助成（財）WEVE主催）をNPO法人今帰仁ふるさとネットワーク（代表石川清和）と共に地域の海浜活用を検証（2年目）。
- 設立総会を開き設立。総合型地域スポーツクラブとして沖縄県内では佐敷町（現、南城市）に続き2番目の設立となった。

### 平成18年（2006年）
クラブは官製ではなく、地域住民の自主的な創設から設立まで行い、クラブが日本体育協会の創設資金の申請をしてを利用してクラブマネージャーを置くのは県内では初めて。
さらに、「今帰仁村子どもの居場所づくり実行委員会」より教室のひとつである「スキスポ」（スキルアップスポーツ）教室を当クラブの運営管理下へおくことが決定。
- 今帰仁村教育委員会及び今帰仁村保健センターの水中運動教室の統合依頼を受け、婦人向け水中運動教室（4ヶ月間）を受託、継続的な運動指導を展開。
- 港・海辺活動振興助成（財）WEVE主催）をNPO今帰仁ふるさとネットワーク（代表石川清和）と共に地域の海浜活用を検証（3年目）。
- [9月]地域貢献型自販機の制作と設置。関心空間の記事
- 今帰仁村文化祭10月13・14日に初めて出展し総合型スポーツクラブのクラブ名称の応募を行った。

普段のユニホックなどクラブ活動を祭りのを伝えた。出展資料には沖縄県体育協会のクラブアドバイザーより沖縄県内のクラブ育成設立状況などもパネル展示した。
- 新クラブ名称実行委員会が11月20日開き最終的なクラブ名称が選考され優秀作品4点の中から最優秀作品として「NSC（ナスク）」が選ばれ、今帰仁村の総合型地域スポーツクラブの新名称が決定した。
- 今帰仁村健康祭11月26日においてクラブの新名称コンテストの授賞式をオープニングで行った。 受賞作品は、体育館へ設けられた展示スペースへ活動の報告と共に展示された。

### 平成19年（2007年）
第１回全国スポーツクラブ会議in神戸5月26･27日（愛知県）に自費で１名参加。法人化設立に向け取り組みを開始。

### 平成20年（2008年）
- 第２回全国スポーツクラブ会議in掛川（静岡県）に自費で１名参加。（矢貫明子理事）
- NPO活動の特定非営利活動法人格を沖縄県内の総合型地域スポーツクラブにおいて初めて取得。
- 法人名称を〔特定非営利活動法人ナスク〕とする。
- 今帰仁村教育委員会より今帰仁村運動公園における（プール・村民の浜・体育館・フィールド整備）を委託事業として受注し常勤する教育委員会の社会教育担当係長の指示のもと、運動公園に関する管理運営業務を行う。
- 今帰仁村教育委員会よりスポーツ施設の利用活性化事業として活性化プログラムの事業に参加する。
  - 総合型地域スポーツクラブ育成推進
    - 日本ユニホック協会の和田専務を迎えて指導者講習会を開催。
    - 日本ランナーズの金哲彦理事長を迎えてランニング＆動き作り教室を開催。

  - ポイントカード事業
    - 運動公園にロイコカードを活用した回数券とパスポート機能を持たせたポイントカードを作成する共同事業を行った。

  - 情報発信事業
    - WEBサイトの再構築と施設の予約状況発信を運動公園に設置した気象観測装置の情報を発信
- 沖縄県の総合型スポーツクラブの連絡協議会（おきなわクラブねっとの会）が設立されNPO法人ナスクも入会し代表世話役となる。
- [日本体育協会]が全国総合型スポーツクラブ連絡協議会を設立し沖縄県代表でNPO法人ナスクの代表理事が選任された

### 平成21年（2009年）
- 沖縄県総合型地域スポーツクラブ育成協議会のメンバーとして代表理事及び理事が参加
- totoスポーツ振興くじの総合型地域スポーツクラブ活動事業助成に採択され、クラブマネージャー配置の予算と村内全域の小学生向けミニバレーボール教室の指導者配置と消耗品備品の予算化が実現。
- 第3回全国スポーツクラブ会議in射水5月23･24日（富山県）にクラブ自費で1名参加。クラブパレット（石川県）に視察を行った。
- 今帰仁村運動公園にて9月28日第1回沖縄県クラブ会議がおきなわネットの会の主催で開催され、石垣・宮古島の離島からも含め40名の参加者がワークショップと健康づくり体験が行われた。開催された健康づくり体験は全国SC協議会の初版パンフレットに掲載された。

- 全国で初めてクラブ間マネージャー交換研修プログラムをスタート。

ナスクのアシスタントクラブマネージャーが研修として石川県NPO法人クラブレッツに3週間派遣。
石川県NPO法人クラブパレットのアシスタントクラブマネージャーをNPO法人ナスクに3週間の受け
- 今帰仁村教育委員会の文部科学省運動部活動等活性化推進研究事業の視察班として、ナスクスタッフが石川県クラブレッツ及び富山県おやべスポーツクラブに同行。
- SSF（笹川スポーツ財団）の助成事業であるウォータースポーツエイドに採択され小学生を対象としたジュニア・ライフセービングプログラム事業を実施しました。笹川スポーツ財団の掲載記事

### 平成22年（2010年）
美ら島総体の開催が行われた。
- 沖縄県広域スポーツセンター運営委員に矢貫卓博理事長が委任される（任期2年）
- 同時に全国SC協議会の沖縄県の委員として委任される（任期２年）

### 平成23年（2011年）
- 総会にて矢貫卓博理事長が任期満了で伊禮新理事長に交代。副理事長は2名体制に。
- クラブマネジャーの座間味洋貴が、沖縄県体育協会のクラブ育成アドバイザーに就任
- クラブマネジャーに宮城和矢が就任。
- 沖縄県ディスクゴルフ協会発足、事務局機能を担う。
- 名桜大学総合研究所の自治体推薦枠客員研究員として矢貫卓博理事が今帰仁村行政の推薦を受け客員研究員に。
- 沖縄県広域スポーツセンタークラブマネージャー講習会講師に浦崎猛理事、矢貫卓博理事。
- クラブ視察：NPO法人フォルダ（岩手県）
- 一番桜ノルデックウォーキング大会はトリムウォーキングとして古宇利島コース（10km）を増設。

### 平成24年（2012年）
- totoスポーツ振興くじ助成基盤整備事業が最終年度。
- 九州ブロッククラブミーティング11月17・18日（長崎県体育館）に参加（2名）。
- 全国SC協議会の沖縄県委員としての任期満了（理事：矢貫卓博）。

### 平成25年（2013年）
- クラブマネジャーに山内響が就任。
- 沖縄県体育協会の推薦を受け、矢貫卓博理事が文部科学省生涯スポーツ功労賞を受賞。
- NHKなどでNBA解説者や明治大学バスケットボール部のヘッドコーチとして活動中の塚本清彦を迎えてバスケットクリニックを開催。

### 平成26年（2014年）
- 日本体育協会クラブマネジメント指導者海外研修事業へNPO法人ナスク出身の沖縄県クラブ育成アドバイザーの座間味洋貴が参加（クラブマネージャドイツ研修は５年間の最終年度）

### 令和元年度（2019年）
- ４月より今帰仁村運動公園の第1期指定管理者（５年間）として施設管理代行を受託
- 運動公園キャンプ場事業開始
- 初の防災キャンプ開催

### 令和２年度（2020年）
- ２月新型コロナウィルス感染拡大

### 令和３年（2021年）
- 伊禮理事長が任期満了。理事互選により仲程が初の有償の常勤事務局長件理事長となる。

### 令和5年（2023年）
- 沖縄県スポーツ審議員に矢貫卓博監査が就任（読谷村教育委員会生涯学習課長の立場として）
- 今帰仁村12月定例議会にて令和6年度からの第２期目今帰仁村運動公園の指定管理業者の指定が可決。

### 令和６年（2024年）
- １月：仲程理事長が一身上の理由で任期途中で役員辞任と辞職。浦崎副理事長が理事長代行を務め事務局長に与那嶺透を指名した。
- ３月：JFAウォーキングサッカー普及のための初の講習会を開催を行う。
- 今帰仁村運動公園の第1期指定管理者として代行を完了。
- ４月：臨時理事会及び臨時総会において、監査役の矢貫卓博が理事長へ就任、新監査役に小那覇安隆（今帰仁村漁業組合長）が就任
- ４月：沖縄県ディスクゴルフ協会の仲程会長辞任の不在か新会長を比嘉均理事が就任（日本ディスクゴルフ協会のサイト）
- ４月：（公財）日本スポーツ協会 総合型地域スポーツクラブ全国協議会 登録クラブ【認定】
- ４月：今帰仁村運動公園の第２期指定管理者（５年間）として管理代行をスタート
- ６月：副理事長の石川清和医師（今帰仁村診療所所長）が公益社団法人北部医師会会長に就任
- ６月：沖縄県ディスクゴルフ協会のWEBサイトを再構築
- 11月：九州ブロッククラブミーティング（鹿児島県）に参加（矢貫理事長）
- 12月：クラブマネジメントミーティング（岐阜）に矢貫理事長と与那嶺事務局長が参加